# Verbascum nevadense
Verbascum nevadense är en flenörtsväxtart som beskrevs av Pierre Edmond Boissier. Verbascum nevadense ingår i släktet kungsljus, och familjen flenörtsväxter. Inga underarter finns listade i Catalogue of Life.